# Отделение 3 (Оренбургская область)
Отделе́ние 3 — посёлок в Асекеевском районе Оренбургской области. Входит в состав Заглядинского сельсовета.

## География
Посёлок находится на расстоянии 6 км к юго-западу от села Асекеево, административного центра района.

### Часовой пояс
Посёлок Отделение 3, как и вся Оренбургская область, находится в часовой зоне МСК+2. Смещение применяемого времени относительно UTC составляет +5:00.

## Население
| 2010 |
| ---- |
| 286  |